# New Super Mario Bros. 2
New Super Mario Bros. 2 (New スーパーマリオブラザーズ 2 Nyū Sūpā Mario Burodāruzu Tsūo?) es un videojuego de plataformas desarrollado y publicado por Nintendo para Nintendo 3DS. Es el tercer título de la serie New Super Mario Bros., después de New Super Mario Bros. Wii de 2009, y es una secuela directa del New Super Mario Bros. original lanzado en 2006 para Nintendo DS. Es el primer juego publicado por Nintendo que se lanza simultáneamente en formato físico y descargable.
La trama de New Super Mario Bros. 2 es similar a la de sus predecesores, centrándose en los esfuerzos de Mario y Luigi por rescatar a la Princesa Peach de Bowser y los Koopalings. Tiene un mayor énfasis en la recolección de monedas que otros juegos de Super Mario, con múltiples elementos únicos dedicados a producir grandes cantidades de monedas. El juego presenta un modo especializado llamado "Coin Rush", que se enfoca exclusivamente en completar rápidamente una serie de etapas mientras recolecta tantas monedas como sea posible. Se pusieron a la venta etapas adicionales de Coin Rush como contenido descargable poco después del lanzamiento del juego.
New Super Mario Bros. 2 recibió críticas generalmente positivas, y los críticos elogiaron su diseño de niveles, jugabilidad y gráficos, pero criticaron su baja dificultad, falta de innovación y gran similitud con los juegos anteriores de New Super Mario Bros. debido a su reutilización de varios recursos de juegos anteriores y banda sonora reciclada de New Super Mario Bros. Wii. New Super Mario Bros. 2 es el quinto juego más vendido para Nintendo 3DS, con 13,41 millones de copias vendidas en todo el mundo al 30 de septiembre de 2022. Una continuación del juego y una secuela de New Super Mario Bros. Wii, titulada New Super Mario Bros. U, se lanzó como título de lanzamiento para Wii U el 18 de noviembre de 2012.

## Modo de juego
Al igual que los juegos anteriores de la serie New Super Mario Bros.: New Super Mario Bros. y New Super Mario Bros. Wii, New Super Mario Bros. 2 es un juego de plataformas en 2D y algunos de los personajes y objetos del juego son representaciones poligonales en 3D sobre fondos en 2D. Esto da como resultado un efecto 2.5D (también visto anteriormente en el primer juego New Super Mario Bros.) que simula visualmente gráficos de computadora en 3D. New Super Mario Bros. 2 continúa el estilo de juego del primer juego de New Super Mario Bros., presentando acción de plataformas de desplazamiento lateral mientras Mario o Luigi intentan rescatar a la Princesa Peach de Bowser y los Koopalings. Los potenciadores incluyen Champiñón Mini y Champiñón Mega que regresan del primer juego, y la Hoja de Super Mario de Super Mario Bros. 3, que permite al jugador azotar a los enemigos con la cola o volar. De manera similar a Super Mario 3D Land, aparecerá una Hoja de Invencibilidad si el jugador pierde al menos cinco vidas durante cualquier nivel sin cañón. La Hoja de Invencibilidad otorga habilidades de mapache e invencibilidad hasta el final de la etapa. La historia tiene opciones para un jugador y multijugador: dos jugadores, cada uno con su propia Nintendo 3DS y una copia del juego, juegan juntos simultáneamente como Mario y Luigi.Al igual que en los juegos anteriores, los jugadores pueden recolectar Star Coins escondidas en cada nivel, que pueden gastarse para desbloquear nuevas áreas en el mapa del mundo.
New Super Mario Bros. 2 tiene un fuerte énfasis en la recolección de monedas de oro, en el que el énfasis presenta varios elementos nuevos dedicados a producir grandes cantidades de monedas. Estos incluyen flores doradas que pueden convertir bloques en monedas, anillos que pueden convertir temporalmente a los enemigos en oro y un bloque con forma de máscara que produce monedas mientras Mario (o Luigi) corre. Todas las monedas recolectadas se suman en la pantalla de título y en el mapa del mundo. Si el jugador tiene SpotPass habilitado en el juego, este total se puede cargar en Nintendo Network y el jugador se actualizará con el total general de todas las monedas recolectadas por todos los jugadores en todo el mundo.
Además del juego principal, New Super Mario Bros. 2 presenta un modo Coin Rush, al que se puede acceder después de que el jugador completa el primer mundo del juego. En Coin Rush, el jugador debe jugar a través de tres niveles elegidos al azar y recolectar tantas monedas como sea posible. Tanto Star Coins como Moon Coins agregan varias monedas al total acumulado del jugador en este modo. Sin embargo, al jugador solo se le da una vida y cada nivel tiene un límite de tiempo de 50 o 100 segundos. Los hongos 1-up se reemplazan por hongos dorados en este modo. Si se han superado las banderas de los puntos de control o se han recogido los cronómetros, se ampliará el límite de tiempo. Llegar a la cima de la bandera final hace que la cantidad de monedas ganadas en un nivel se duplique.Si el jugador completa la carrera, el total acumulado de monedas que se recolectan se puede guardar como la puntuación más alta del jugador, que puede ser transmitida y desafiada por otros jugadores a través de StreetPass.Se pueden comprar paquetes de cursos adicionales como contenido descargable.

## Desarrollo
En 2010, Shigeru Miyamoto declaró que se estaban desarrollando juegos de Mario de desplazamiento lateral y 3D para Nintendo 3DS.Tras el lanzamiento de Super Mario 3D Land, el presidente de Nintendo, Satoru Iwata, anunció el juego 2D de Super Mario sin título durante una reunión de inversores a finales de enero de 2012.Lo describió como un "Super Mario de acción de desplazamiento lateral en 2D totalmente nuevo como título clave para Nintendo 3DS". Nintendo planeaba lanzar el juego "en el próximo año fiscal", que comenzó en abril de 2012 y finalizó en marzo de 2013. Posteriormente se anunció que se lanzaría el 17 de agosto de 2012 en Europa.Posteriormente se anunció que se lanzaría el 17 de agosto de 2012 en Europa.
El juego fue anunciado como New Super Mario Bros. 2, una secuela directa de New Super Mario Bros. de 2006, durante una conferencia Nintendo Direct el 21 de abril de 2012, con fechas de lanzamiento tentativas para Japón, Norteamérica, Europa y Australia en agosto de 2012.Nintendo declaró que New Super Mario Bros. 2 fue creado "específicamente como una experiencia para aprender y jugar", que se adapta a jugadores de todos los niveles. Fue el primer juego minorista de 3DS que también se lanzó como descarga en Nintendo eShop el día de su lanzamiento.Los primeros tres paquetes de cursos para el modo Coin Rush se lanzaron como contenido descargable en Japón y Europa el 2 de octubre de 2012, seguidos por Norteamérica el 4 de octubre de 2012.Se lanzaron seis paquetes más. El segundo y tercer conjunto de dos paquetes se lanzaron en todo el mundo el 25 de octubre de 2012 y el 5 de diciembre de 2012 respectivamente y el último conjunto de dos se lanzó el 20 de diciembre de 2012 en Norteamérica y Europa y el 21 de diciembre de 2012 en Japón. El "Paquete Gold Classics" final se lanzó el 27 de noviembre de 2012 para celebrar el hito de los 300 mil millones de monedas.y estuvo disponible para descargar de forma gratuita hasta finales de enero de 2013. En 2014, se lanzó una versión actualizada con todos los DLC preinstalados, New Super Mario Bros. 2: Gold Edition. Esta versión estuvo disponible exclusivamente en Wal-Mart durante el Black Friday de 2014 como una copia digital preinstalada en el paquete de edición limitada New Super Mario Bros. 2: Gold Edition Nintendo 3DS XL por $399.
El juego no fue desarrollado por el mismo equipo a cargo de los dos primeros juegos de New Super Mario Bros. encabezados por Shigeyuki Asuke, ya que estaban ocupados trabajando en New Super Mario Bros. U. En cambio, fue creado por un equipo recién formado compuesto por de los nuevos empleados, aunque el desarrollador de Mario, Takashi Tezuka, participó en ambos juegos como productor, estaba destinado a enseñar a los nuevos empleados sobre el desarrollo de los juegos de Super Mario.
La banda sonora del juego fue compuesta por el veterano de Mario Kart Kenta Nagata, aunque la mayor parte de la banda sonora es reciclada de New Super Mario Bros. Wii con modificaciones menores, que fue compuesta por Shiho Fujii, Ryo Nagamatsu y Kenta Nagata.

## Recepción
New Super Mario Bros. 2 ha recibido críticas generalmente positivas. Tiene una puntuación agregada del 78,40% en GameRankings y 78/100 en Metacritic, es el juego de Mario de la línea principal de consola con la puntuación más baja. Famitsu le dio al juego un 36/40 con un 9 de cada uno de los cuatro revisores. Electronic Gaming Monthly le dio al juego un 9/10 y afirmó: "Esta perfección de plataformas es lo que hace que los juegos de Mario sean tan divertidos y, en ese sentido, New Super Mario Bros. 2 definitivamente tiene éxito con su propia cuota de secretos, coleccionables y caminos ramificados que se puede desbloquear dependiendo de cómo debes avanzar en el juego". NintendoLife le dio al juego 9 de 10 estrellas y dijo: "Es inmensamente divertido, cuenta con un diseño de niveles brillante y ofrece suficiente atractivo de repetición para mantenerte pegado a tu sistema 3DS durante semanas".
Official Nintendo Magazine le dio al juego un 90% sobre 100, criticando duramente el juego por sus efectos 3D y su falta de progresión en la serie Super Mario, resumiendo que "New Super Mario Bros. 2 es la definición misma de agridulce, dando con una mano y luego quitar con la otra. Por defecto, es el mejor juego de plataformas de desplazamiento lateral en 3DS y sí, es incluso mejor que el New Super Mario Bros original. Pero eso salió hace seis años ahora, y en ese tiempo realmente esperaba que la serie hubiera progresado un poco más allá de un simple efecto 3D y el modo Coin Rush".
Tom Sykes de Nintendo Gamer le dio al juego un 80 sobre 100, elogiando las nuevas características, pero criticándolo por ser demasiado similar a sus predecesores. "Este es un gran juego de plataformas en 2D, pero le falta la chispa creativa vital que convierte un gran juego de plataformas en 2D en uno clásico. Hemos llegado a esperar más que secuelas directas de los juegos principales de Mario, y hasta esta generación no se nos había ofrecido uno realmente. Eso es definitivamente una decepción, pero por el lado positivo, más NSMB no es algo malo. Con su enfoque obsesivo en la recolección de monedas, NSMB2 hace algunas cosas diferentes a su predecesor, pero no lo suficiente como para destacarse como su propio juego. "Sin embargo, es una buena pieza que acompaña al juego original de DS y es probable que resida en tu 3DS durante bastante tiempo".
A 30 de septiembre de 2022, se han vendido 13,41 millones de copias de New Super Mario Bros. 2 en todo el mundo.
New Super Mario Bros. 2 fue nominado como "Mejor juego portátil" en la décima edición de los premios anuales de videojuegos de Spike.

## Legado
Un escenario basado en New Super Mario Bros. 2 aparece en Super Smash Bros. para Nintendo 3DS y Super Smash Bros. Ultimate, titulado "Golden Plains". Si un jugador recolecta 100 monedas, el personaje se volverá dorado y obtendrá mayor poder de ataque y resistencia al retroceso.

La transformación de Mario cuando toca una Flor Dorada, Gold Mario, aparece en Mario Kart 8 Deluxe y Mario Kart Tour como un personaje desbloqueable. Se lanzó una figura Amiibo basada en esta transformación.